# 大埔公路－沙田段

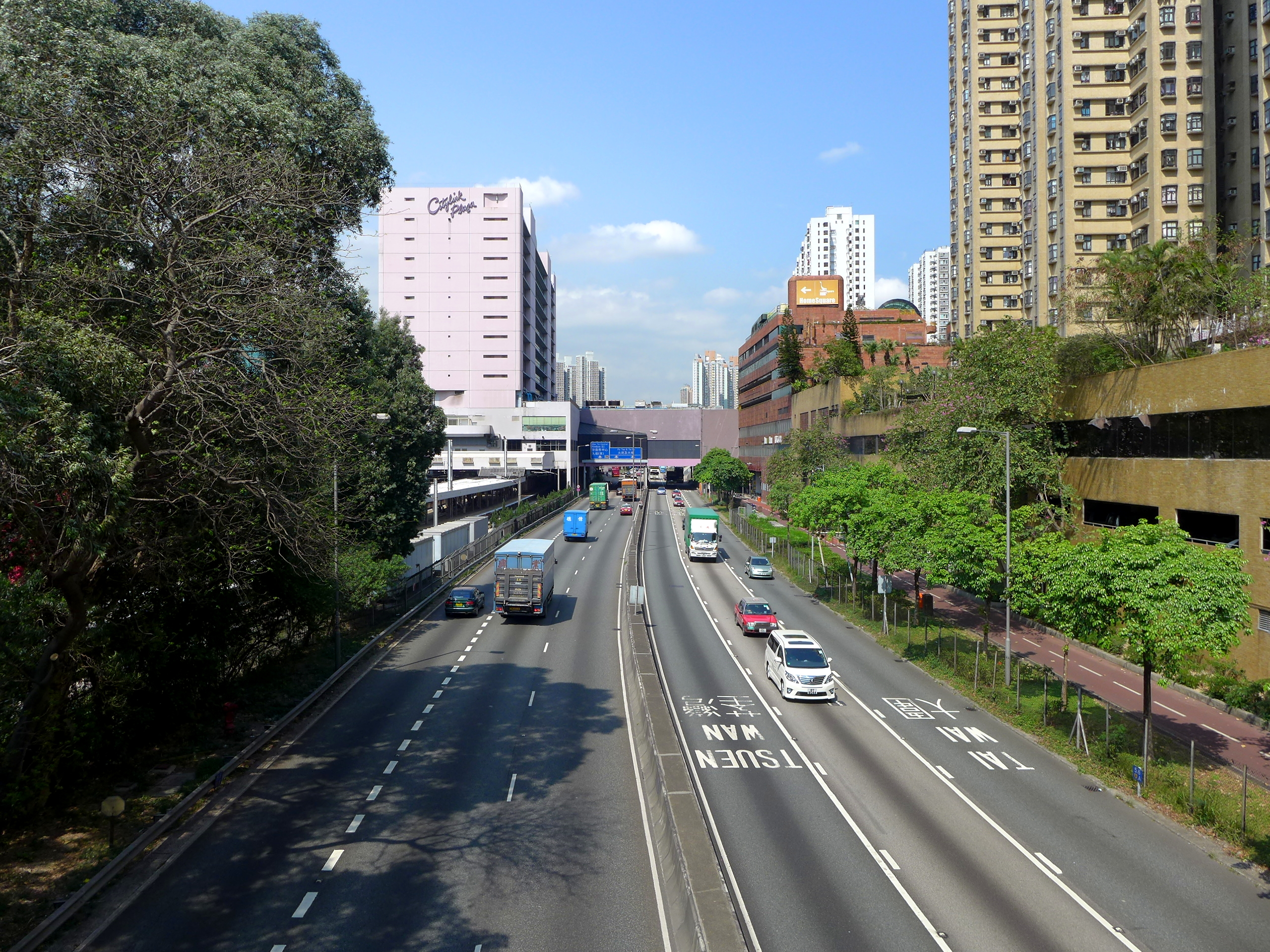
大埔公路－沙田段近沙田站（2014年）

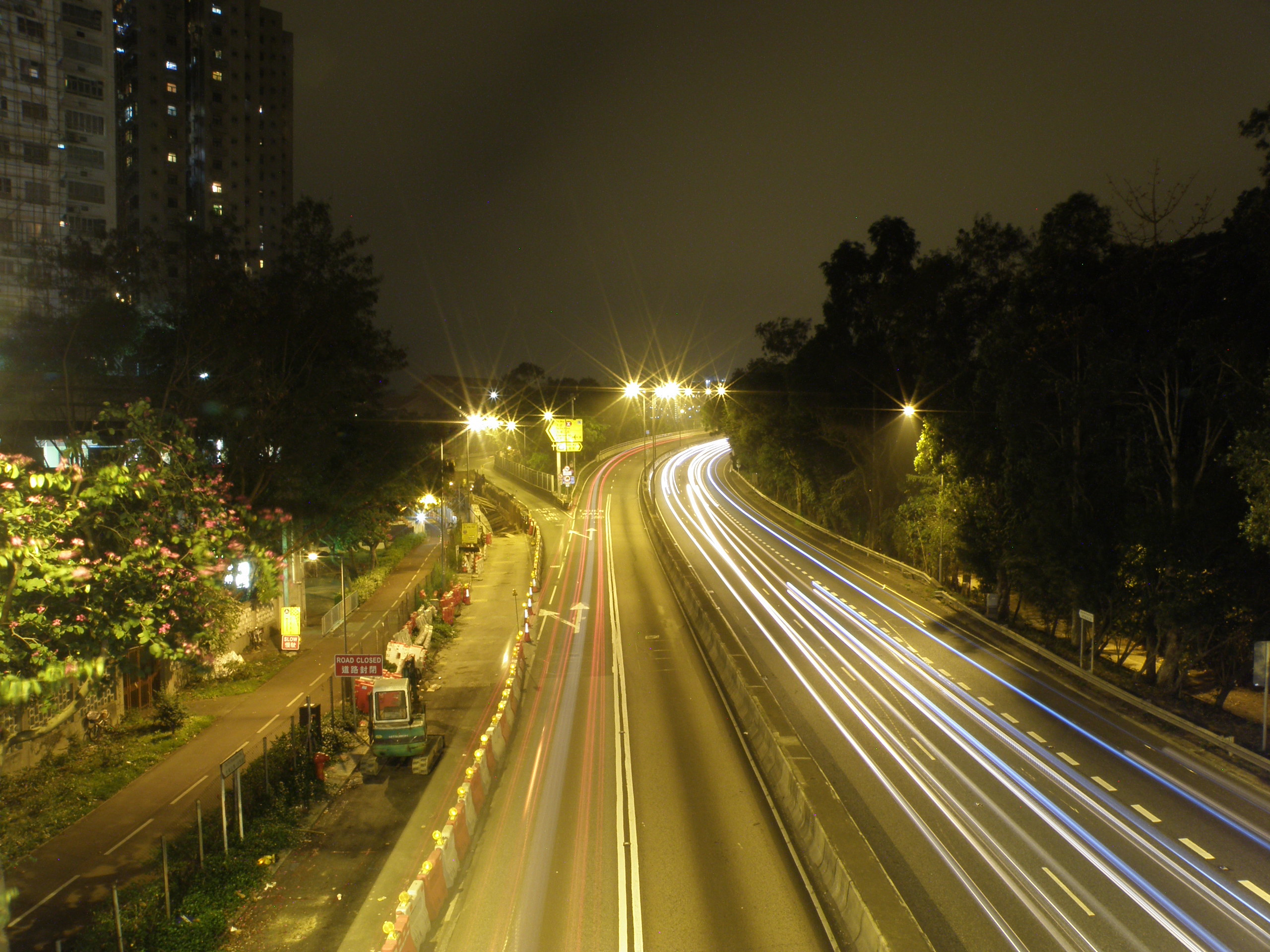
大埔公路－沙田段夜景

大埔公路－沙田段（英語：Tai Po Road - Sha Tin）是香港大埔公路在新界沙田的一段，長約3.5公里，西南起城門隧道公路與青沙公路交界，東北連接吐露港公路與大埔公路－馬料水段。大埔公路－沙田段為香港1號幹線和香港9號幹線的一部份，9號幹線全長41公里無間斷快速路段就是由本路火炭路以北開始。
大埔公路於約1900年代通車，為連接九龍及新界東的要道。1970年代香港政府發展沙田新市鎮，大埔公路－沙田段被擴闊，同時被納入貫通香港南北的1號幹線。2003年運輸署重組路線編號，相關部分改為9號幹線，視為新界環迴公路的一部份（火炭路以北為法定快速公路）。
在發展新市鎮時沙田段仍與大圍段直接相連，由於九廣鐵路全綫現代化及電氣化等工程，大圍段近九廣鐵路一段平交道改為行人及行車天橋，自此沙田段與大圍段分拆為兩條道路，並以90度角連接，此時沙田段與大圍段仍然互通。興建城門隧道公路後，大圍段北行不能左轉至沙田段，需經松嶺路的支路天橋。因興建青沙公路，連接松嶺路及沙田段的支路天橋被拆去並改為連接青沙公路，因此大圍段北行車輛只可經青沙公路駛往沙田段，而連接大圍段末端及沙田段南行的支路雖在通車後獲保留，但因支路的右方同時是青沙公路入口而造成樽頸，導致擠塞情況嚴重；於是路政署於2014年6月8日展開工程，把支路永久封閉，以擴建青沙公路入口為雙線行車，導致大圍段及沙田段不再相連。由沙田或大埔前往大圍的車輛，必須改經青沙公路或沙田正街（即沙田鄉事會路、源禾路和担杆莆街前往）。大埔公路沙田段介乎沙田廣場與禾輋邨民和樓一段1.1公里，經過擴闊工程後，2024年底變成雙程三線分隔行車道。

## 出口
| 大埔公路－沙田段                                                           | 大埔公路－沙田段 | 大埔公路－沙田段                          |
| -------------------------------------------------------------------------- | ---------------- | ----------------------------------------- |
| A 行車方向（順時針）                                                       | 出口編號         | B 行車方向（逆時針）                      |
| 連接城門隧道公路                                                           |                  |                                           |
| 大埔公路－沙田段終點                                                       |                  | 大埔公路－沙田段起點                      |
| 大圍、九龍（西）、大嶼山、機場 青沙公路 、 大埔公路－大圍段                | 1                | 不適用                                    |
| 沙田市中心、九龍（東） 沙田鄉事會路                                        | 2                | 沙田市中心、九龍（東） 沙田鄉事會路       |
| 不適用                                                                     | 2A               | 火炭、彭福公園 火炭路、樂景街             |
| 九龍（中）、九龍（東）、沙田市中心、火炭 沙田路 、火炭路（翠榕橋）、源禾路 | 2B               | 不適用                                    |
| 彭福公園                                                                   | 2C               | 不適用                                    |
| 不適用                                                                     | 2D               | 大埔公路、大學 駿景路、大埔公路－馬料水段 |
| 馬場                                                                       | 3                | 馬場                                      |
| 大埔公路－沙田段起點                                                       |                  | 大埔公路－沙田段終點                      |
| 連接吐露港公路                                                             |                  |                                           |

| 大埔公路－沙田段     | 大埔公路－沙田段 | 大埔公路－沙田段 |
| -------------------- | ---------------- | ---------------- |
| 北行                 | 出口編號         | 南行             |
| 連接大埔公路－沙田段 |                  |                  |
| 大埔公路－沙田段終點 |                  | 不適用           |
| 彭福公園             | 12C              | 不適用           |
| 大埔公路－沙田段起點 |                  | 不適用           |
| 連接沙田路           |                  |                  |

## 擴闊工程

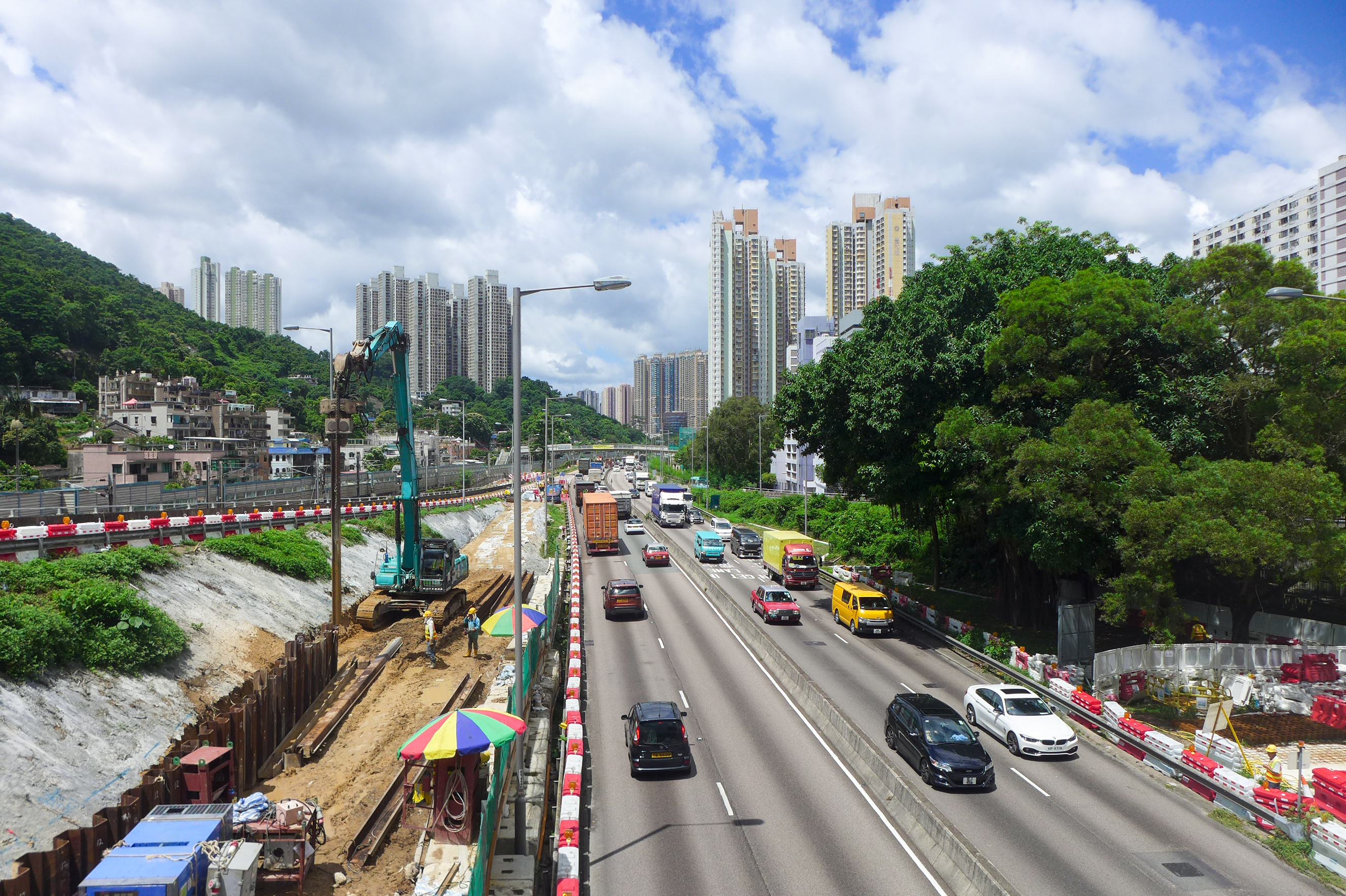
大埔公路－沙田段在2019年起進行擴闊工程，部分樹木被斬掉

土木工程拓展署於2013年起為工程進行諮詢，方案部分重點如下：
- 現有沙田鄉事會路交界的交匯處會重建
- 沙田市中心巴士總站不受任何影響
- 擴闊部分大埔公路（往大埔方向）往沙田鄉事會路的支路增加巴士專線供往沙田市中心巴士總站的路線使用，另由該支路左轉往沙田鄉事會路（往沙田站方向）改為沒有交通燈控制
- 沙田鄉事會路往大埔公路（往九龍方向）與往沙田市中心巴士總站將分開為兩條支路
- 現有大埔公路（往九龍方向）往沙田鄉事會路的支路改為只准左轉往沙田鄉事會路（往源禾路方向，沒有交通燈控制）及右轉往沙田鄉事會路（往沙田站方向，有交通燈控制）
- 大埔公路（往九龍方向）往青沙公路的車輛需提早於瀝源邨對出取道新建支路前往
- 相關路段加建隔音屏障

工程造價約16億港元，已於2018年展開，並於2024年完工。

## 外部連結
- 大埔公路（沙田段）擴闊工程-初步研究

| 论 编 | 香港1號幹線 |  |
| |             |  |
| 黃竹坑道 – 香港仔隧道 – 黃泥涌峽天橋 – 堅拿道天橋 – 海底隧道 – 康莊道 – 公主道 – 窩打老道 – 獅子山隧道公路（包括獅子山隧道及第二獅子山隧道） – 沙田路 – 大埔公路－沙田段 |             |  |
| |             |  |

| 论 编 | 香港9號幹線 |  |
| |             |  |
| 城門隧道 – 象鼻山路 – 青山公路－荃灣段 – 屯門公路 – 藍地交匯處 – 元朗公路 – 青朗公路 – 新田公路 – 粉嶺公路 – 吐露港公路 – 大埔公路－沙田段 – 城門隧道公路 – 城門隧道 |             |  |
| |             |  |